# Schmarrmühle
Schmarrmühle ist ein Gemeindeteil der Stadt Treuchtlingen im Landkreis Weißenburg-Gunzenhausen (Mittelfranken, Bayern). Schmarrmühle liegt in der Gemarkung Treuchtlingen.

## Lage
Die Einöde liegt südlich der Treuchtlinger Kernstadt und ist räumlich im Norden mit dem Ort verschmolzen. Sie wird vom Möhrenbach durchflossen, der unweit nordöstlich in die Altmühl fließt.

## Geschichte
1504 wird die Mühle erstmals erwähnt. 1596 war Hans Mack der Besitzer der Mühle; ihm gehörte auch die nahe Schürmühle. 1642 wurde die Einöde Nöchersmühl genannt, 1732 wurde sie als Nähermühl bezeichnet, 1768 als Schmarnmühl. Der Name lässt sich aus dem Wort schmarrn zurückführen, der schmutziger Fleck bedeutet und wohl den sumpfigen Boden der Umgebung meint.